# Murray Hill (Julön)
Murray Hill är en kulle på Julön (Australien). Den ligger i den västra delen av ön, 13 km sydväst om huvudorten Flying Fish Cove. Toppen på Murray Hill är 361 meter över havet. Den ligger i Julöns nationalpark och är Julöns högsta punkt. 